# Corredor aeri

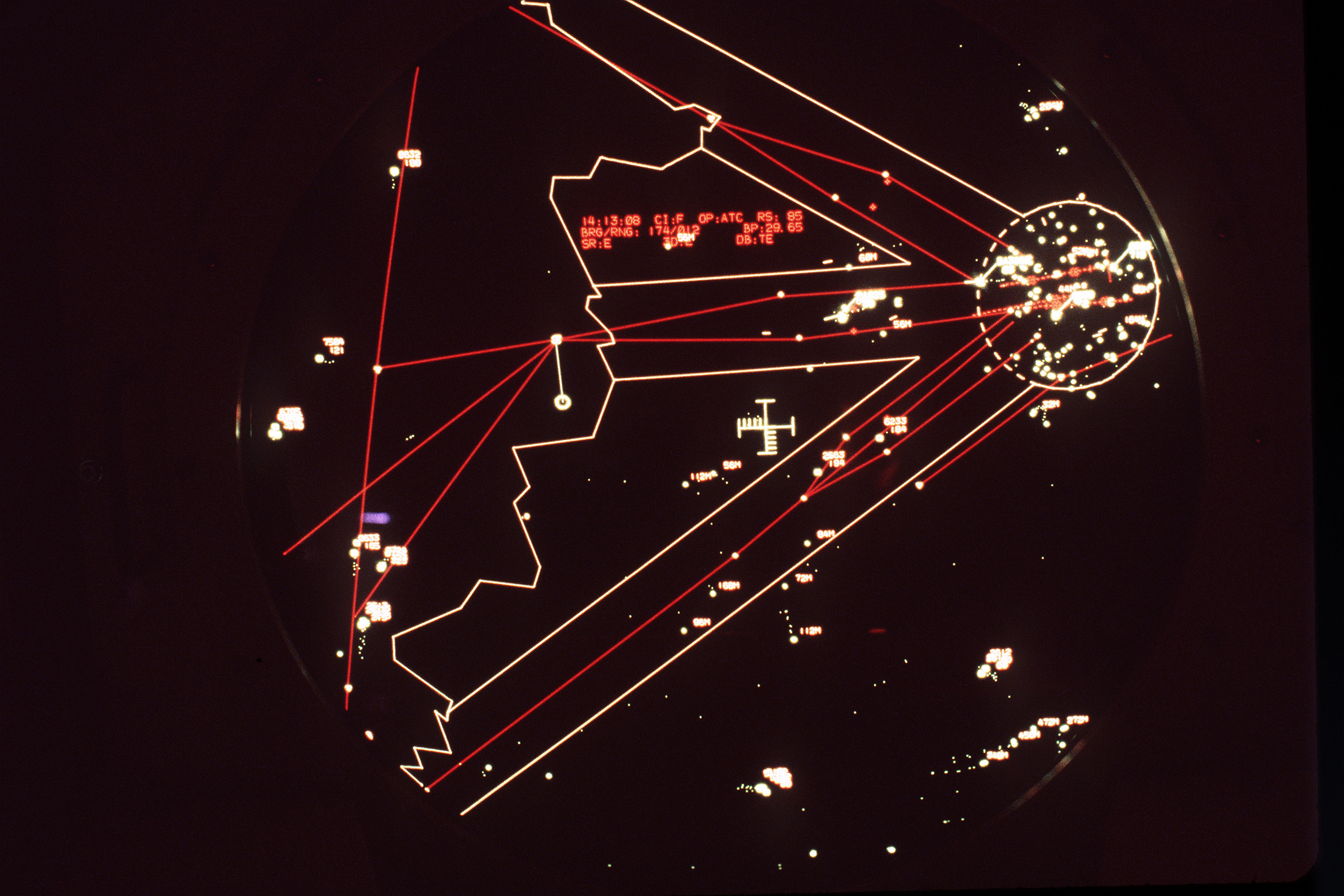
Corredor aeri de Berlín Oriental, 1989 — imatge del Control del trànsit aeri de l'aeroport de Tempelhof

Un corredor aeri és una ruta aèria, definida per radiobalises, obligatòria per a les aeronaus. Dits corredors s'estableixen per raons de densitat de trànsit, de jurisdicció de l'espai aeri entre d'altres.
Els corredors aeris són normalment imposats per necessitats militars o diplomàtiques. Durant el bloqueig de Berlín, per exemple, les aeronaus que volaven a través de l'espai aeri alemany controlat pels soviètics restaven obligades a mantenir una posició molt específica dins dels corredors aeris definits pel comandant a càrrec del transport aeri. Vols posteriors, tant militars com civils, entre Alemanya Occidental i Berlín durant la Guerra Freda estaven obligats a romandre dins del seu corredor designat, sota el risc de ser abatuts si no seguien la ruta.